# Epiplema nubifasciaria
Epiplema nubifasciaria är en fjärilsart som beskrevs av John Henry Leech 1897. Epiplema nubifasciaria ingår i släktet Epiplema och familjen Uraniidae. Inga underarter finns listade i Catalogue of Life.